# Cannich
Cannich, schottisch-gälisch: Canaich, ist ein Dorf in der Council Area Highland in Schottland. Es liegt im Strathglass, dem Tal des River Glass, etwa 20 Kilometer westlich von Drumnadrochit, am Zusammenfluss des River Affric und des River Cannich zum River Glass. Cannich ist ein beliebter Ausgangspunkt für Wanderungen und Bergtouren im Glen Affric.

## Geschichte
Das Tal Strathglass und seine Ortschaften gehörten ursprünglich zum Gebiet des Clans Chisholm. Der Clan zählte zu den Unterstützern der Jakobiten, auf der Flucht nach der Schlacht von Culloden 1746 versteckten sich Bonnie Prince Charlie und Lord Lovat in den Wäldern um Cannich und das Glen Affric. Während dem Prinzen die Flucht schließlich gelang, wurde Lord Lovat im benachbarten Strathfarrar gefangen genommen und später in London auf dem Tower Hill geköpft.
Wie viele Teile der Highlands war Strathglass von den Highland Clearances getroffen, die zu einem erheblichen Bevölkerungsrückgang führten. Ab etwa 1830 war das Tal weitgehend entvölkert und diente vorwiegend der Schafzucht und der Jagd. Zu den Großgrundbesitzern westlich von Cannich gehörte unter anderem der amerikanische Pferdezüchter Walter Winans. 

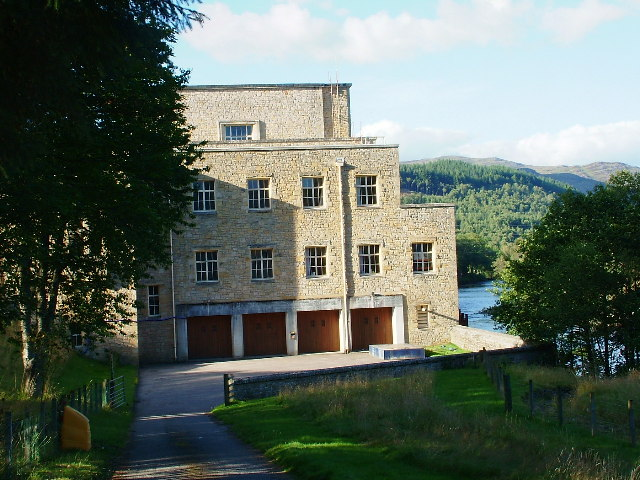
Fasnakyle Power Station, westlich von Cannich

Ab Ende der 1940er Jahre begann das staatliche North of Scotland Hydro-Electric Board (NOSHEB) mit dem Ausbau und der Nutzung der Wasserkraft im Glen Affric und dem Glen Cannich. Zuvor waren weitergehende Pläne einer privaten Elektrizitätsgesellschaft in den Jahren 1929 und 1941 durch das House of Commons abgelehnt worden. Im Affric-Beauly hydro-electric power scheme wurden durch Bau von Staumauern und Dämmen die Seen Loch Beinn a’ Mheadhoin und Loch Mullardoch in beiden Tälern aufgestaut und das Wasser durch Stollen zum Kraftwerk Fasnakyle geleitet. Weitere Stauseen und Kraftwerke liegen in den nördlichen Nachbartälern und bei Beauly, am Ostende von Strathglass. Für den Bau der Dämme, Stollen und Kraftwerken richtete das Hydro-Electric Board im kleinen Weiler Cannich sein zentrales Baulager ein, einschließlich Unterkünften für bis zu 2.000 Arbeiter. Unter den Arbeitern waren außer Einheimischen auch Männer aus Irland und Osteuropa sowie ehemalige deutsche Kriegsgefangene. Einige Gebäude des Lagers stehen noch heute, die Community Hall von Cannich war ursprünglich die Kantine und das Kino des Bauarbeiterlagers. Für den Betrieb und die Unterhaltung der Kraftwerksanlagen und Staudämme wurde auch dauerhaft Personal benötigt. In Cannich entstanden daher eine Reihe neuer Häuser für die Familien der Beschäftigten.

## Infrastruktur
Cannich hat rund 450 Einwohner, 2011 lebten 455 Menschen in 233 Haushalten im Ort. Gegenüber 2001 ist die Bevölkerung damit um rund 10 % gestiegen, 2001 besaß Cannich eine Bevölkerung von 394 Menschen in 180 Haushalten. In Cannich befinden sich eine Primary School, eine Community Hall und ein Dorfladen. Cannich besitzt zwei Kirchen. Strathglass ist traditionell eine Hochburg der Katholischen Kirche, die 1868 im neogotischen Stil erbaute katholische Kirche Our Lady & St Bean ist daher größer und älter als die zweite, 1899 erbaute Kirche des Ortes, die der Church of Scotland gehört. 
Erreichbar ist der Ort über die A831 von Beauly oder Drumnadrochit. Busverbindungen bestehen mit Stagecoach täglich außer sonntags nach Inverness, sowohl über Beauly wie Drumnadrochit. Ross’s Minibuses bietet Linienverkehr nach Dingwall sowie im Sommer von Juli bis September in das Glen Affric an.

## Tourismus

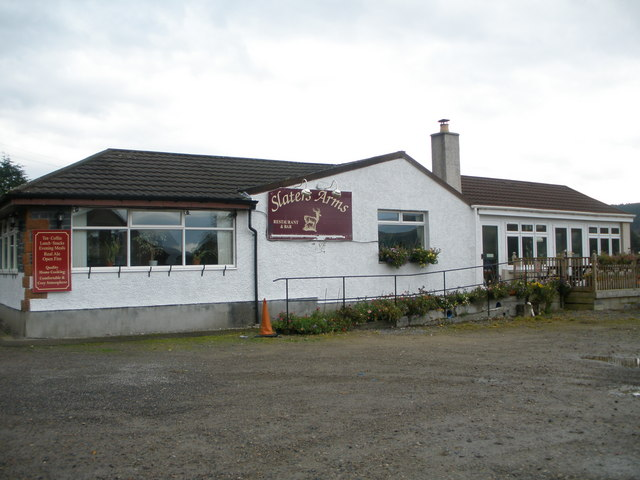
Das „Slaters Arms“ in Cannich

Cannich ist durch seine Lage östlich von Glen Affric ein beliebter Ausgangspunkt für Wanderungen und Bergtouren im Glen Affric, rund um Loch Affric und Loch Beinn a’ Mheadhoin sowie auf die Munros auf beiden Seiten des Tals, darunter der höchste Berg nördlich des Great Glen, der Càrn Eighe. Für Jäger und Angler sind Glen Affric und Glen Cannich ebenfalls Ziele. Unterkunftsmöglichkeiten bestehen in verschiedenen Bed and Breakfasts und auf einem Campingplatz. Das Glen Affric Hotel ist seit einigen Jahren geschlossen. Cannich besitzt außerdem ein paar Pubs.
Östlich von Cannich, abseits der Straße nach Drumnadrochit, liegt beim kleinen Weiler Corrimony der Corrimony Cairn, eine neolithische Megalithanlage.

## Persönlichkeiten
- William Fraser (1779–1851), römisch-katholischer Bischof von Arichat